# Pepsodent
Pepsodent est une marque américaine de pâte dentifrice au goût parfumé. La marque a été rachetée par Unilever en 1942 et appartient toujours à l'entreprise en dehors des États-Unis et du Canada. En 2003, Unilever a vendu les droits de la marque sur le marché nord-américain à Church & Dwight.

## Historique

### Création
Selon différentes sources la marque américaine la marque de dentifrice Pepsodent aurait été créé à Chicago en 1901 mais plus probablement en 1915. La formule originale du dentifrice contenait la substance pepsine, ce qui a donné le nom à cette marque

### Un réussite en marketing
Dans les années 1920, Claude Clarence Hopkins un des plus importants publicitaires des États-Unis reçoit la visite d’un vieil ami venu lui présenter une nouvelle pâte dentifrice au goût de menthe baptisée « Pepsodent » et qui, selon lui, était promise à un bel avenir. Celui-ci décide de lancer une campagne publicitaire en faveur de cette marque. Au début, Claude Hopkins a refusé. Il considérait ce produit comme trop « technique » et donc difficile d’éduquer le consommateur sur quelque chose d’aussi abstrait. Afin de lui faire changer d'avis, les dirigeants de Pepsodent lui offrirent six mois de stock-options en échange de ses services. En lisant la théorie sur laquelle le produit Pepsodent était basé, Claude Hopkins inventa le concept de « lutte contre la plaque dentaire ».
Durant les années 1930, les instituts de sondage publièrent des enquêtes d'opinion qui indiquèrent que le brossage de dents était devenu un rituel quotidien pour plus de la moitié de la population. De nombreux acteurs dont Shirley Temple à Clark Gable ayant participé à cette promotion, tout les américains voulaient leur « sourire Pepsodent »,.

### Logo
La marque a eu plusieurs logos qui indiquaient toujours le nom du produit en toutes lettres. Tout d'abord écrite en noir sur fond blanc, le lettrage bleu a fait son apparition dans les années 1970 puis à la fin des années 2010, l'apparition d'un arc rouge inversé symbolisant un sourire.

## Dans la culture populaire
Dans les années 1930, une publicité lumineuse pour Pepsodent illuminait le centre de Times Square, un carrefour et un quartier de la ville de New York. Celle-ci a été reconstituée à l'occasion du remake de King Kong, réalisé en 2005 par Peter Jackson.
« Avoir un sourire Colgate ou un sourire Pepsodent » est une expression populaire, généralement assez péjorative, utilisée pour désigner des personnes présentant un sourire aux dents immaculées,. Cette expression est liée aux publicités de ces marques défendant les vertus blanchissantes de leurs produits.